# قرار مجلس الأمن التابع للأمم المتحدة رقم 1526
قرار مجلس الأمن التابع للأمم المتحدة 1526، المتخذ بالإجماع في 30 كانون الثاني / يناير 2004، بعد الإشارة إلى القرارات 1267 (1999) و 1333 (2000) و1363 (2001) و 1373 (2001) و1390 (2001) و 1452 (2002) و1455 (2003) فيما يتعلق بالإرهاب، شدد المجلس العقوبات المفروضة على تنظيم القاعدة وحركة طالبان وأسامة بن لادن والأفراد والجماعات المرتبطين بهم.

## القرار

### أعمال
وبموجب الفصل السابع من ميثاق الأمم المتحدة، قرر المجلس تحسين تنفيذ العقوبات بما في ذلك تجميد الأصول المالية والأموال التي تسيطر عليها حركة طالبان والقاعدة وأسامة بن لادن وجماعات أخرى. كما تضمنت العقوبات السابقة حظرا على الأسلحة وحظر سفر الجماعات والأفراد. وتم تعزيز تفويض اللجنة المنشأة بموجب القرار 1267 لتشمل دورًا مركزيًا لتقييم المعلومات المتعلقة بالتنفيذ الفعال للقيود وتقديم التوصيات. وستتم مراجعة العقوبات في غضون 18 شهرا.
وطُلب من جميع الدول وقف توريد الأصول المالية والأموال للأفراد والمنظمات الخاضعين للعقوبات ووضع إجراءات داخلية لمراقبة العملات عبر الحدود. وأنشئ فريق دعم تحليلي ورصد الجزاءات لمساعدة لجنة القرار 1267 في الوفاء بولايتها لفترة أولية مدتها 18 شهرا، وسيكون مقره في مدينة نيويورك. وطُلب من الأمين العام كوفي أنان تعيين ثمانية أشخاص في فريق المراقبة من ذوي الخبرة المناسبة. وكان مطلوبا تقديم ثلاثة تقارير عن تنفيذ البلدان للجزاءات واقتراح تحسينات، إذا لزم الأمر، وستنظر اللجنة في القيام بزيارات إلى بلدان مختارة لتحسين تنفيذ الجزاءات وتقديم تقرير إلى المجلس. كما طلبت اللجنة إجراء تقييم تحليلي في غضون 17 شهرا.
وحث القرار جميع الدول على التعاون مع فريق المراقبة واللجنة، مشددا على ضرورة تبادل المعلومات وتقديم أسماء الأفراد والكيانات التي ستخضع لعقوبات. وحددت موعدا نهائيا في 31 آذار / مارس 2004 للبلدان لتقديم أسماء القاعدة وطالبان وأعضاء الجماعات المرتبطة بها على أراضيها. وفي الوقت نفسه، كان على الدول إبلاغ الأفراد الخاضعين للعقوبات بالتدابير المفروضة ضدهم والإبلاغ عن التدابير التي اتخذتها لتنفيذ العقوبات.

## روابط خارجية
- نص القرار في undocs.org
- | - ع - ن - ت قرارات مجلس الأمن التابع للأمم المتحدة المعتمدة عام 2004                                                                                                                                                                                                                                                                                                                                                             | - ع - ن - ت قرارات مجلس الأمن التابع للأمم المتحدة المعتمدة عام 2004 |
| --- | -------------------------------------------------------------------- |
| - → 1522 - 1523 - 1524 - 1525 - 1526 - 1527 - 1528 - 1529 - 1530 - 1531 - 1532 - 1533 - 1534 - 1535 - 1536 - 1537 - 1538 - 1539 - 1540 - 1541 - 1542 - 1543 - 1544 - 1545 - 1546 - 1547 - 1548 - 1549 - 1550 - 1551 - 1552 - 1553 - 1554 - 1555 - 1556 - 1557 - 1558 - 1559 - 1560 - 1561 - 1562 - 1563 - 1564 - 1565 - 1566 - 1567 - 1568 - 1569 - 1570 - 1571 - 1572 - 1573 - 1574 - 1575 - 1576 - 1577 - 1578 - 1579 - 1580 ← |                                                                      |